# Parafia Chrystusa Zbawiciela i Narodzenia Najświętszej Maryi Panny w Mińsku
Parafia Chrystusa Zbawcy i Narodzenia Najświętszej Maryi Panny w Mińsku – rzymskokatolicka parafia znajdująca się w archidiecezji mińsko-mohylewskiej, w dekanacie Mińsk-Wschód, na Białorusi. Parafię prowadzą Franciszkanie Konwentualni. Znajduje się w dzielnicy Szabany.

## Historia
Parafia organizuje się. Nabożeństwa odbywają się w centrum duszpasterskim św. Józefa należącym do greckokatolickiej parafii św. i sprawiedliwego Józefa.